# Gian Francesco Fortunati
Gian Francesco Fortunati (* 27. Februar 1746 in Parma; † 20. Dezember 1821 ebenda) war ein italienischer Komponist und Kapellmeister der Klassik.

## Leben
Gian Francesco Fortunati war der Sohn des Festungskommandanten von Piacenza, im Alter von sieben Jahren erhielt er Musikunterricht bei Padre Omombo Carletti (1727–1803). Nachdem die Familie wieder in Parma wohnte, wurde er von Francesco Pocini (1704–1782) unterrichtet. Durch ein Stipendium des Herzogs von Parma konnte Fortunati ab 1767 bei Padre Giovanni Battista Martini in Bologna Kontrapunktik studieren. Nach der Vorlage eines Dixit dominus wurde er 1769 in die Accademia Filarmonica aufgenommen.
Seine erste Oper I cacciatori  e la vendilatte wurde 1769 in Parma aufgeführt, etwa zeitgleich wurde Fortunati Hofkapellmeister und Musiklehrer der Erzherzogin Maria Amalia. Auch Francesca Riccardi, die spätere Ehefrau von Ferdinando Paër, zählte zu seinen Schülerinnen. Fortunatis Opern gelangten in den folgenden zehn Jahren in Parma, Berlin, Modena, Turin und im Palast von Colorno, dem Sommersitz der Herzogsfamilie, zur Aufführung. 1774 wurde er Nachfolger seines Lehrers Poncini an der Musikschule von Parma. Dort gehörten Ferdinando Simonis (1773–1837) und Ferdinando Paër sowie dessen zukünftige Frau, die Sängerin Francesca Riccardi, zu seinen Schülern. 1780 wurde er Leiter des Orchesters am Teatro ducale. In dieser Zeit stand er in regelmäßigem brieflichen Kontakt mit dem Musiktheoretiker Padre Stanislao Mattei.
Zwischen 1790 und 1800 reiste er mehrmals nach Dresden und Berlin, wo sich einige seiner Kompositionen, die er für König Friedrich Wilhelm II. komponiert hatte, in Bibliotheken befinden. Nach dem Tod des Herzogs war Fortunati hauptsächlich als Musiklehrer tätig. 1810 wurde er in die von der französischen Regierung initiierten „Accadamia di science, lettere ed arti“ als eines von acht Mitgliedern der Musiksektion aufgenommen.
Sein Sohn Ferdinando Fortunati, * 1772 in Parma; † um 1812 in London, war ein bedeutender Oboist, der zeitweise in der Berliner Hofkapelle von Friedrich Wilhelm III. wirkte.

## Werke (Auswahl)
Opern
- I cacciatori e la vendilatte (melodramma giocoso, 1769, Parma)
- La notte critica (Libretto von Luigi Bernardo Salvoni, 1771, Parma)
- Le Négociant (dramma giocoso, 1772, Berlin)
- Le gare degli amanti (Libretto von Luigi Bernardo Salvoni, dramma giocoso, 1772, Colorno)
- Ipermestra (Libretto von Pietro Metastasio, dramma per musica, 1773, Modena)
- La contessa per equivoco (1776, Turin)
- L’ospite incognito (dramma giocoso, 1778, Colorno)
- L’incontro inaspettato o fortunato (commedia, 1800, Parma)

Andere Vokalwerke
- La contesa delle Muse, Kantate (1788)
- 4 Canzonetten für zwei Soprane, Bass und B.c. (1796)
- 4 Canzonette campestri (1796)
- 6 Cantate con strumenti
- 4 Arien für eine oder mehrere Singstimmen und Orchester
- 12 Ariette sacre e 6 profane zu drei Stimmen (1817)
- 6 Ariette per soprano (1818)
- 6 Duetti di camera für zwei Soprane, zwei Violinen, Bratsche und B.c.

Instrumental
- 6 Sinfonie op. 1 (1783)
- Streichquartette
- 1 Streichquintett
- mehrere konzertante Sinfonien
- Sonaten und Tänze für Tasteninstrument (Cembalo oder Fortepiano)